# Abdelrahman Wael
Abdelrahman Wael Mahmoud Abow (in arabo عبد الرحمن وائل محمود ابو‎?; Il Cairo, 7 settembre 1995) è un taekwondoka egiziano.
Ha partecipato ai Giochi di Tokyo 2020, dove ha raggiunto il nono posto.